# ザ・クイズマン!
『ザ・クイズマン!』（英字表記:The QuizMan）は、2008年4月22日から同年8月26日までテレビ朝日系列で毎週火曜19:00 - 19:54に放送されていたクイズ番組。この記事においては、前身番組である『ザ・クイズマンショー』についても解説する。

## 概要
知って得をするような、さまざまなノウハウや雑学からクイズを出題する。前身番組は2006年10月21日から2008年3月29日まで放送されたザ・クイズマンショー（関東ローカル、土曜日16:30～17:00）。2007年4月11日（23:15～24:10。一部除く）、2008年2月16日（16:30～17:30）の2度、1時間特番が放送された。
ゴールデン進出となり、テレビ朝日側は「この時間帯は他局でクイズ番組がない。クイズの総合格闘技として、負けずに戦える」と意気込みを述べ、さらなる期待を込めていたものの、4ヶ月で番組は終了した。

## ザ・クイズマン!

### レギュラー出演者
- 関根勤 - 司会
- 天野ひろゆき（キャイ〜ン） - 司会
- 木佐彩子 - 進行、正解の解説・補足担当
- あおい洋一郎 - ナレーター・出題担当

### ルール（2008年4月〜6月）
- メンズチームとレディースチームの、4対4対抗戦。クイズマンショー同様、お互いのチームの解答席に段差があり、最も高い段にチームキャプテンが座る。
- 後述の3種類のクイズから、それぞれ各コーナーごとに設定されたテーマに沿った問題が出題される。
- 最終的に得点が多かったチームの勝利となる。そして、優勝チームの中で個人得点のトップがその週の「クイズマン」となる。
- 負けたチームは、本編後に放送されるローカル枠で補習クイズ（後述）を受けさせられる。

#### クイズ形式
2択どっち?
各チームの上の席の人から、1人1問ずつ順番に2択問題に答える。1問正解につき10点獲得。
3択ドカン!
各チームの上の席の人から、1人1問ずつ順番に3択問題に答える。1問につき2回まで解答権が与えられ、1回目で正解なら20点獲得、2回目で正解なら10点獲得、2回目も不正解でマイナス20点。
ドキドキ5
チーム対して、正解が4つある5択問題が出題される。
下の席の人から順番に、一つずつ選択肢を選ぶ。正解なら次の人へ解答権が移動する。不正解するか、4人目も正解を選んだ時点で終了。次の問題は、間違えた人の上の人から答える。
正解を選んだら10点獲得。ただし、不正解を選んでしまうとマイナス40点＆チーム全員へ冷却ガス噴射のペナルティ。
ランキング9
関東ローカルで放送された事前スペシャルで行われたコーナー。
あるランキングに対し、9つの選択肢があり、両チームが交互に答える。
選んだ答えが1位なら10点、…、8位なら80点だが、1つだけランク外の答えがあり、それを選ぶとマイナス50点になって、その問題は終了。
チャレンジQUIZMAN!
2008年6月17日のオープニングで登場。番組内で宣伝をしたいゲストが、1人でクイズに挑む。
5問出題され、制限時間の10秒以内に何回答えてもいい。正解した場合は、残した秒数が宣伝タイムとして充てられるが、10秒で正解を出せないと、冷却ガスを噴射される。
最後に、5問で獲得した時間だけ、ゲストが宣伝を行う。
補習クイズ
テレビ朝日のローカルで19:54～20:00に放送されていた。
負けたチームの4人が1問ずつ、2択クイズに答える。

### ルール（2008年7月〜8月）
- ザ・クイズマンショー後期のルールに近い7人の個人戦。最初は番組側が決めた順番（ほぼ芸能界でのキャリア順）で1番席～ビリ席（最下位の席）に座っているが、1ステージ終わるたびに成績順に並び替える。
- 最後のステージが終了した時点で「1番席」に着いた解答者が、その回の「クイズマン」となる。クイズマンには、ラストクイズとして3つの罰ゲーム（主にものまね）の中から1つを選択する権限が与えられ、その罰ゲームを「ビリ席」に座っていた解答者が行う。
- 最終回となった2008年8月26日の放送では、通常と異なり4人の常連回答者がテーマごとの雑学2択クイズに挑戦し、正解数に応じた賞金を獲得する内容であった。この為、スタジオには司会の3人のみが在籍し、別撮りのVTRを視聴してコメントを出す形式となった。

#### クイズ形式
3択ドカン!
下位の人から順に、1人1問ずつ答える。1問につき2回まで解答権が与えられ、1回目で正解なら100点獲得、2回目で正解なら50点獲得、2回目も不正解でマイナス50点＆冷却ガス噴射のペナルティ。
どれだけ知ってる!?イマドキワード
2008年7月22日からのオープニングクイズ。一般人の50%以上が知っている時事問題に答える。
上位の人から順に1人3問ずつ答える。10秒以内なら何度でも答えられる。後の問題ほど正答率が低くなっている。1問目に正解すると10点、2問目に正解すると30点、3問目に正解すると50点。
口答問題（統一タイトルなし）
下位の人から順に、口頭で答える。10秒以内なら何度でも答えることができ、残り秒数×10点を得点として獲得。
10秒以内に正解を出せなければ、次の人に解答権が移動。
ドキドキ10
正解が7つある10択問題が出題される。
下位の人から順番に、正解の選択肢を1つずつ選ぶ。
正解を選んだら50点獲得。ただし、不正解を選んでしまうと1人目がマイナス100点、2人目がマイナス200点、3人目がマイナス300点＆冷却ガス噴射のペナルティ。
クイズマンプラス
テレビ朝日のローカルで19:54～20:00に放送。
数人の解答者がスタジオに残り、本編の番組内で出たのと同じテーマの問題に答える。

## ザ・クイズマンショー

### 出演者

#### 進行
- 石原良純 - クイズマン（司会）
- 中田有紀 - アシスタント
- 三村ロンド - ナレーター

#### 解答者（準レギュラー）
- 東貴博

東は実質レギュラーでほぼ毎回出演していた。
- ふかわりょう
- SHEILA
- 木下優樹菜
- 山本モナ
- 安めぐみ
- 小杉竜一（ブラックマヨネーズ）

※以上7名は「ザ・クイズマンショー後期」のレギュラー解答者である。

### ルール・内容
ザ・クイズマンショー時代の2007年10月27日放送分よりルールが変更されたため、変更前を前期、変更後を後期と分けて解説する。

#### ザ・クイズマンショー時代の前期ルール
- 解答者は、今回のテーマの専門家2人とテーマに精通している（とされる）芸能人2人の計4名。2007年春ごろから、解答者はすべて芸能人になった。なお、この時期は特定のレギュラー解答者は置かれなかった。
- テーマに関する生活情報を中心に、TVチャンピオンの「○○通選手権」のような、変わった内容や深い内容、高難度の問題など、さまざまな内容を出題。
- 問題は全て早押し形式であり、石原が問題文の読み上げも担当。中田は正解の解説や補足を担当。1人につき1回ずつしか答えられない。
- 適宜、VTRを使った出題や出演者による試食・実演も行われた。ただし、試食の場合、多くは石原が一人で食べ、解答者らから非難を浴びるのがお約束になっていた。
- 最も正解数の多いパネラーが優勝となる。
- 番組の最後には、司会の石原とアシスタントの中田による反省会のようなミニコントが放送された。

#### ザ・クイズマンショー時代の後期ルール
- 毎回設定された1つのテーマに沿って、テーマに関するさまざまなノウハウや雑学からクイズを出題する。
  - 出題内容は前期とは異なり、テーマにまつわる雑学的なものに統一された。
- 前述のレギュラー7名の中から4名（東は実質レギュラーなので大抵東+他3名）が出演し優勝を争う。
  - 例外として2008年2月9日放送分の「家事検定」は女性用の問題だったため女性レギュラー3名と特別ゲスト坂下千里子が出演した。
- 解答席には段差が設けられ、解答者は順位に応じた席に着く。席のデザインは上から順に金、銀、銅、木箱。
- クイズは3ステージ構成で、1・2ステージ終了時に、得点順位に応じて席を入れ替える。但し最初の席順は、テーマに関するアンケート（例:テーマの内容に詳しそうな人は?）を行い、その得票順に決める。
- 最終的に最も得点の多いパネラーが優勝。
- クイズ形式は2種類。いずれも口頭で解答する。早押しのように解答権を争奪するようなことは無く、下の席から順に解答権が移動する。出題はナレーターが担当し、石原は出題前のアオリを担当。
  - 第1-2ステージは一問一答式の問題が出される（第2ステージは、若干問題の難易度が高くなる）。約10秒の制限時間内なら何回でも答えられるが、正解が出なかった場合は1つ上の席に解答権が移る。正解が出た場合、次の問題はその上の席から。金の席の次は木箱の席に戻る。4人とも答えられない場合、その問題は終了。1問正解10点。
  - 第3ステージは三択問題。解答者は1問に2回まで答えることができる。1回目で正解すると20点、2回目だと10点、正解できないとマイナス20点。
  - スペシャルでは「一発逆転!ゴタック5」というコーナーが行われた。五択問題に下の席から順番に解答する。木箱が正解すると40点。不正解なら銅に解答権が移り、正解すると30点。以下、銀が正解すると20点、金が正解すると10点だが、金は不正解だとマイナス40点になる。
  - 2008年2月から、第1ステージまたは第2ステージでも第3ステージ同様の三択問題が出題されるようになった。

## 主なスタッフ

### ザ・クイズマンショー
- 企画：佐藤孝（古舘プロジェクト）
- 構成：樋口卓治、嵯峨野功一
- リサーチ：フルタイム、オハナカンパニー
- ディレクター：荒木靖、安井章浩
- 演出：澤田親宏（ジョグ）
- プロデューサー：小俣貴史（テレビ朝日）、松戸信樹（オフィスクレッシェンド）
- 制作統括：棚次隆（古舘プロジェクト）
- チーフプロデューサー：蓮実一隆（テレビ朝日）
- 技術協力：テイクシステムズ、TELETECH、クリエイティヴ・コア〔旧TDKコア〕、タルス
- 美術協力：テレビ朝日クリエイト
- 制作：テレビ朝日、古舘プロジェクト

### ザ・クイズマン!
- 構成：鮫肌文殊、川野孝弘、工藤ひろこ、高梨武志、間マサムネ、平林幸恵、上野耕一郎、北野克哉
- リサーチ：ビスポ
- 演出：徳永美哲（えすと）、丸山佳夫（ViViA）、小林賢一
- 総合演出：澤田親宏（SLASH creative office）
- プロデューサー：小俣貴史（テレビ朝日）、長坂信人・松戸信樹（オフィスクレッシェンド）
- チーフプロデューサー：蓮実一隆（テレビ朝日）
- 技術協力：テイクシステムズ、TELETECH、IMAGICA、原音楽事務所
- 美術協力：フジアール
- 制作協力：えすと、テレビ朝日映像、SLASH creative office
- 制作：テレビ朝日、オフィスクレッシェンド

## ネット局と放送時間

### ザ・クイズマンショー時代
- 制作局テレビ朝日（土曜16:30～17:00）
- 秋田朝日放送（水曜16:30～17:00）時差ネット
- 岩手朝日テレビ（土曜15:00～15:30）時差ネット（約5カ月遅れ）　　日程調整のため、日曜日にも放送していた。
- 琉球朝日放送（土曜15:00～15:30）時差ネット　2007年4月7日放送開始。
- 北陸朝日放送（月曜10:00～10:30）時差ネット 2006年末の平日13:25～13:55に3日連続で集中放送したことあり。ザ・クイズマン!時代になっても不定期で未放送分が放送されていた。

※スポーツ中継の関係で休止または時間が繰り上がることがある。また、山口朝日放送でも不定期に平日（祝日）16:00～16:30に放送されたことがあった。
- 朝日放送（現：朝日放送テレビ、土曜17:00～17:30）

テレビ朝日と同日での時差ネットだったが、自社製作番組編成に伴い2007年9月29日をもって打ち切り。
前述のようにテレビ朝日の放送時間が繰り上がる場合、朝日放送は同時ネットになる場合も休止になる場合もあった。逆にテレビ朝日が休止した場合、朝日放送はその日の同時間帯を単発番組に差し替えることがあった。
全国ネットによるゴールデンタイム昇格で、実質半年ぶり再開となった。

### ザ・クイズマン!時代
- テレビ朝日系列（ただしフルネット局のみ）：火曜19:00～19:54